# Meendiño

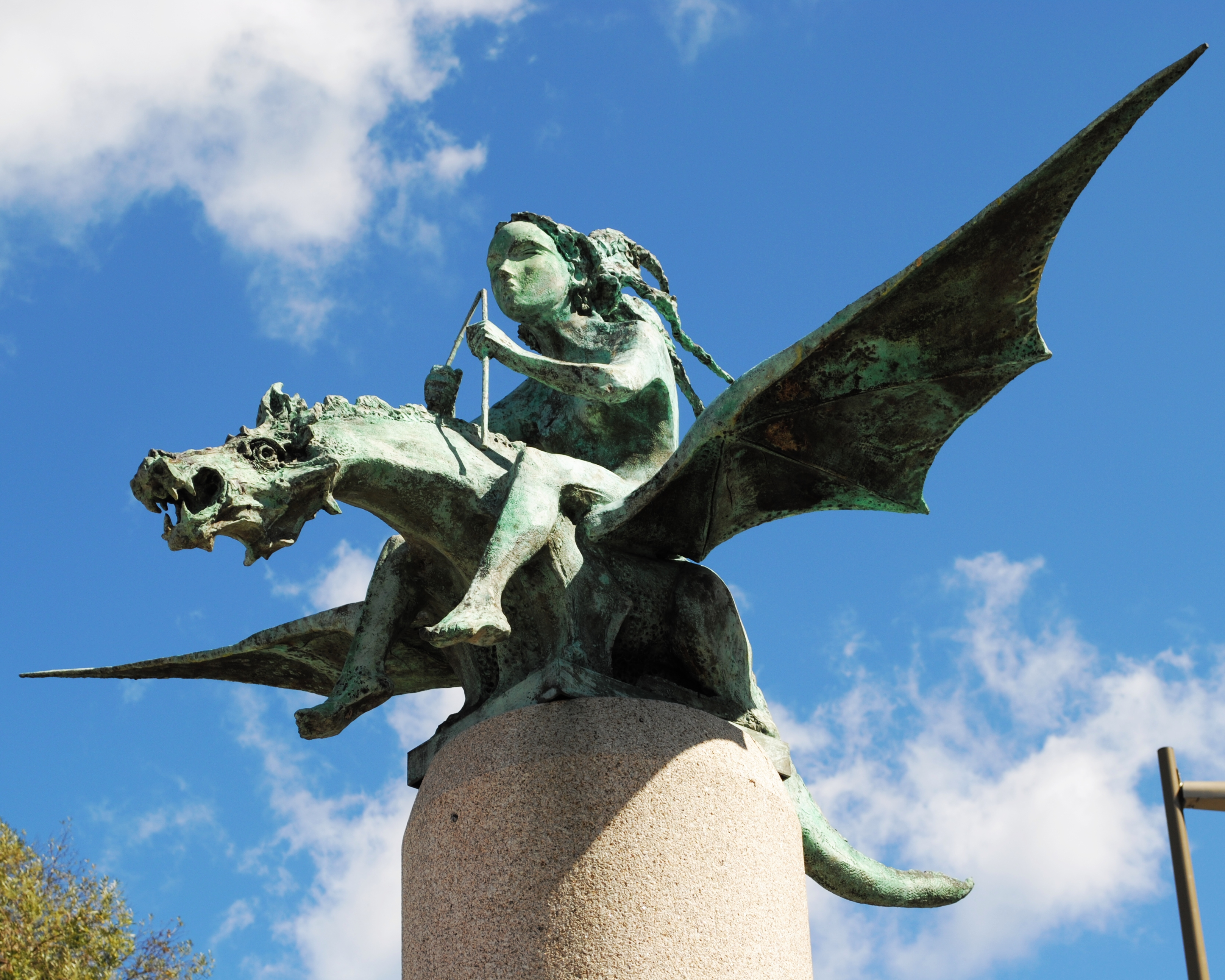
Monumento dedicado a los poetas, cantores y trovadores de la Ría de Vigo, Martín Codax, Pero Meogo, Mendiño y Paio Gómez Chariño, A fada e o dragón de Xaime Quessada, en el Paseo de Alfonso XII de Vigo.

Meendiño, Mendiño, Mendinho o Meendinho fue un trovador gallego medieval que vivió probablemente en el siglo XIII.

## Vida
Juglar gallegoportugués activo durante la segunda mitad del siglo XIII (1240-1280). 
Procede probablemente del sur de Galicia, más concretamente de la ría de Vigo o la Isla de San Simón, Redondela, aunque los autores no mantienen una única postura. Es muy posible que su nombre derive del topónimo Mende (o Mendo, ya que de ambas formas lo pronuncian los lugareños y del que Mendiño sería un hipocorístico), lugar de la costa sur de la Ría de Vigo entre A Guía e Rande, perteneciente todavía al término municipal de Vigo y no de Redondela. Este pequeño lugar de la costa está muy cerca de la Isla de San Simón, donde había un santuario en época trovadoresca dependiente del Monasterio de Poio. Entre los siglos XIII y XIV fue, presumiblemente, enclave templario. Desde entonces el lugar ha tenido muchos otros usos (lazareto, cárcel...).

## Obra
Su producción está considerada una de las más importantes de la lírica galaicoportuguesa. La única composición de su autoría, perteneciente al género de la cantiga de amigo, aparece recogida en dos de los manuscritos conservados: en el Cancionero de la Biblioteca Vaticana y en el antes llamado Cancionero Colocci-Brancuti y hoy conocido como Cancionero de la Biblioteca Nacional de Lisboa.
Su cantiga siempre ha llamado la atención de los filólogos. Famoso es el estudio de Roman Jakobson. Ya hace años el profesor Tavani llamó la atención sobre el error de lectura que deformaba el refrán desde las primeras ediciones. El error de lectura deformaba en sentido positivo la estructura y el mensaje. Tavani leyó correctamente la forma abreviada del manuscrito como e u(err)á[?]. Así el refrán que había hecho correr tanta tinta, 'eu atendendo o meu amigo, / eu a(tendendo o meu amigo', de alto valor poético por su efecto ecoico y por su musicalidad, se convierte en el no menos valioso eu atendendo o meu amigo, / e verrá? que es lo que realmente se lee en el Cancionero de la Biblioteca Nacional de Lisboa (antes llamado Colucci-Brancuti), en el que la pregunta retórica cierra el refrán con el futuro dubitativó del verbo vẽer ('venir'), con un tono de saudade resignada pero a la vez esperanzada, deja en el aire, en suspenso, la posibilidad del encuentro amatorio, todo ello con una gran economía de medios expresivos (una pregunta retórica resaltada en final de estrofa y de verso, con solo una conjunción, un futuro y un tonema interrogativo y vocabulario muy fundamental en lengua (conjunción e y el verbo vẽer ('venir') envueltos en tonema interrogativo que, a pesar de su vulgaridad de uso en la lengua cotidiana, aquí cobra otro valor de misterio, de expectación, de deseo, que llena ese vocabulario usual de connotaciones que captan los sentimientos del oyente (o lector) que se solidariza con la "mágoa" ('pena'), en este caso, desasosegada y esperanzada a la vez. Es precisamente esa pregunta la que acaba de producir un efecto catártico en el oyente (en su época las cantigas se interpretaban con canto y acompañamiento musical) prendido en la reiteración ominosa con efectos continuos de repeticiones de sintagmas (en las dos primeras estrofas la amenaza del mar profundo, en las dos del medio el desamparo de la protagonista sin salvación ya que no hay auxilio para ir a tierra firme, y en las dos últimaas la presencia de la muerte) Solo la pregunta esperanzada del refrán abre una puerta a la esperanza de la salvación por el posible encuentro amatorio. 
Aunque no se conserva la notación musical de la composición (pues la música no fue transcrita en los apógrafos italianos V y B), la musicalidad interna que estructura el poema no desmerece de la perdida versión musicada, ya que los efectos ecoicos (propios de las Cantigas de Amigo) y la pregunta retórica producen un aire de sorpresa, de irrealidad, con un cierto aire sofocante, incluso apremiante. Su lectura (y su audición) producen un gran efecto catártico: el lector, o el oyente, se siente transportado y comparte la expectación ansiosa.
El texto de su composición, fijado por Giuseppe Tavani y aceptado por la mayoría de los estudiosos (aunque algunos editores críticos han propuesto otras lecturas), es el siguiente, tal y como aparece recogido en la edición canónica de la lírica gallegoportuguesa:
'CBN 852/CV 438
Sedia-m' eu na ermida de San Simión
e cercaron-mi-as ondas que grandes son.
Eu atendend´o meu amigu'! E verrá?

Estando na ermida, ant' o altar,
cercaron-mi-as ondas grandes do mar.
Eu atenden[d´o meu amigu'! E verrá?]

E cercaron-mi-as ondas que grandes son:
non ei [i] barqueiro nen remador.
Eu [atendend´o meu amigu'! E verrá?]

E cercaron-mi-as ondas do alto mar:
non ei [i] barqueiro ne sei remar.
Eu aten[dend´o meu amigu'! E verrá?]

Non ei i barqueiro nen remador: 
morrerei “eu”, fremosa, no mar maior.
Eu aten[dend´o meu amigu'! E verrá?]

Non ei [i] barqueiro nen sei remar:
morrerei eu, fremosa no alto mar.
Eu [atendend´o meu amigu'! E verrá?]
(Traducción literal al castellano:
Me encontraba yo en la ermita de San Simeón y me cercaron las olas, qué grandes son. ¡Yo esperando a mi amigo! Y, ¿vendrá?
Estando en la ermita ante el altar me cercaron las olas grandes del mar.  ¡Yo esperando a mi amigo! Y, ¿vendrá?'
Y me cercaron las olas, qué grandes son, no tengo barquero ni remador.  ¡Yo esperando a mi amigo! Y, ¿vendrá?'
Y me cercaron las olas del alto mar, no tengo barquero ni sé remar.  ¡Yo esperando a mi amigo! Y, ¿vendrá?
No tengo barquero ni remador; moriré hermosa en el mar mayor. ¡Yo esperando a mi amigo! Y, ¿vendrá?
No tengo barquero ni sé remar, moriré hermosa en el alto mar. ¡Yo esperando a mi amigo! Y, ¿vendrá?)
Se le dedicó el Día das Letras Galegas en el año 1998 (junto a Xohán de Cangas y Martín Codax).
En la actualidad se celebra un festival de corales (Festival de Corales Cantiga de Mendiño) en la Isla de San Simón, organizado por el Círculo Cultural Deportivo de Cesantes.